# Нова доба (Братислава)

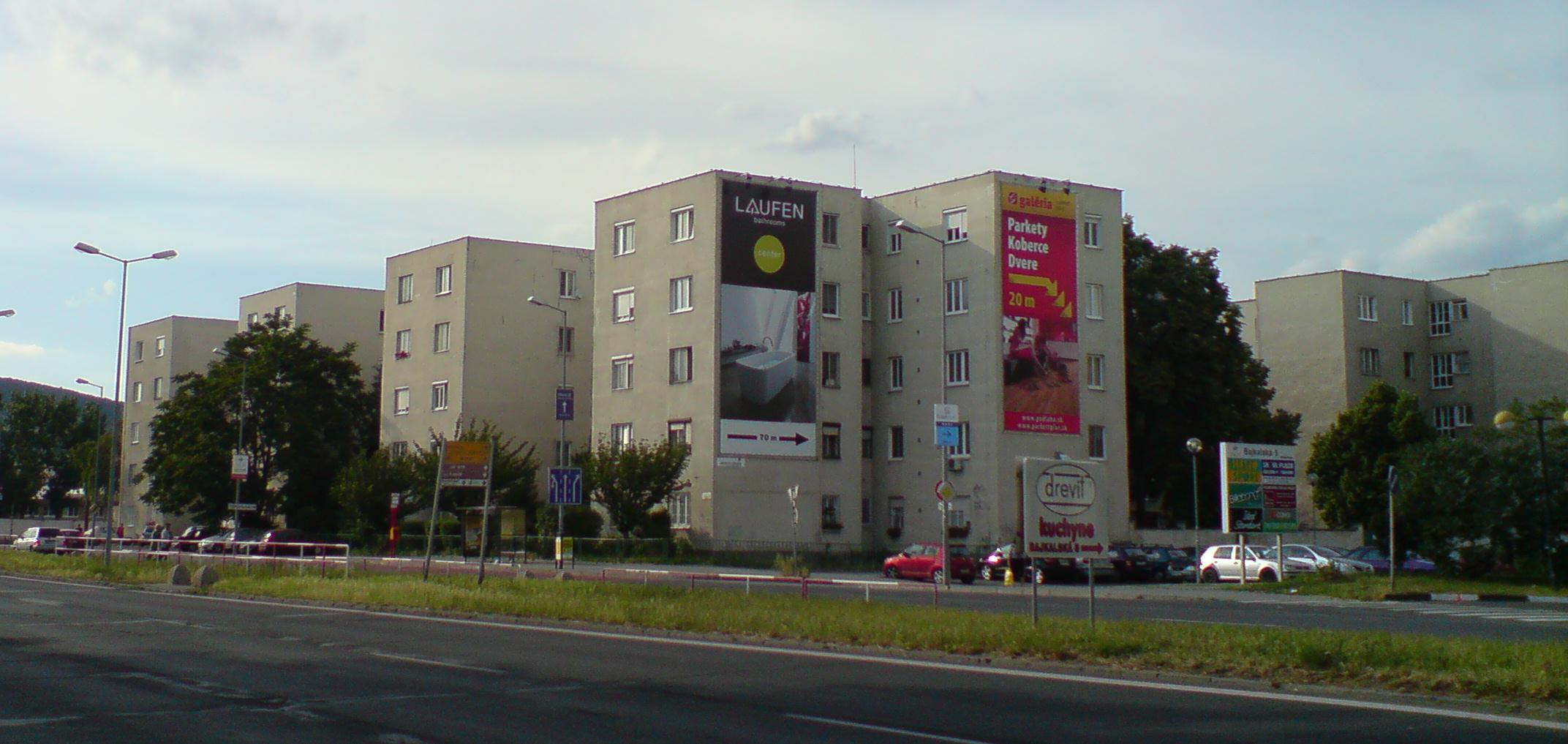
Нова доба, Вид с улицы Байкальской

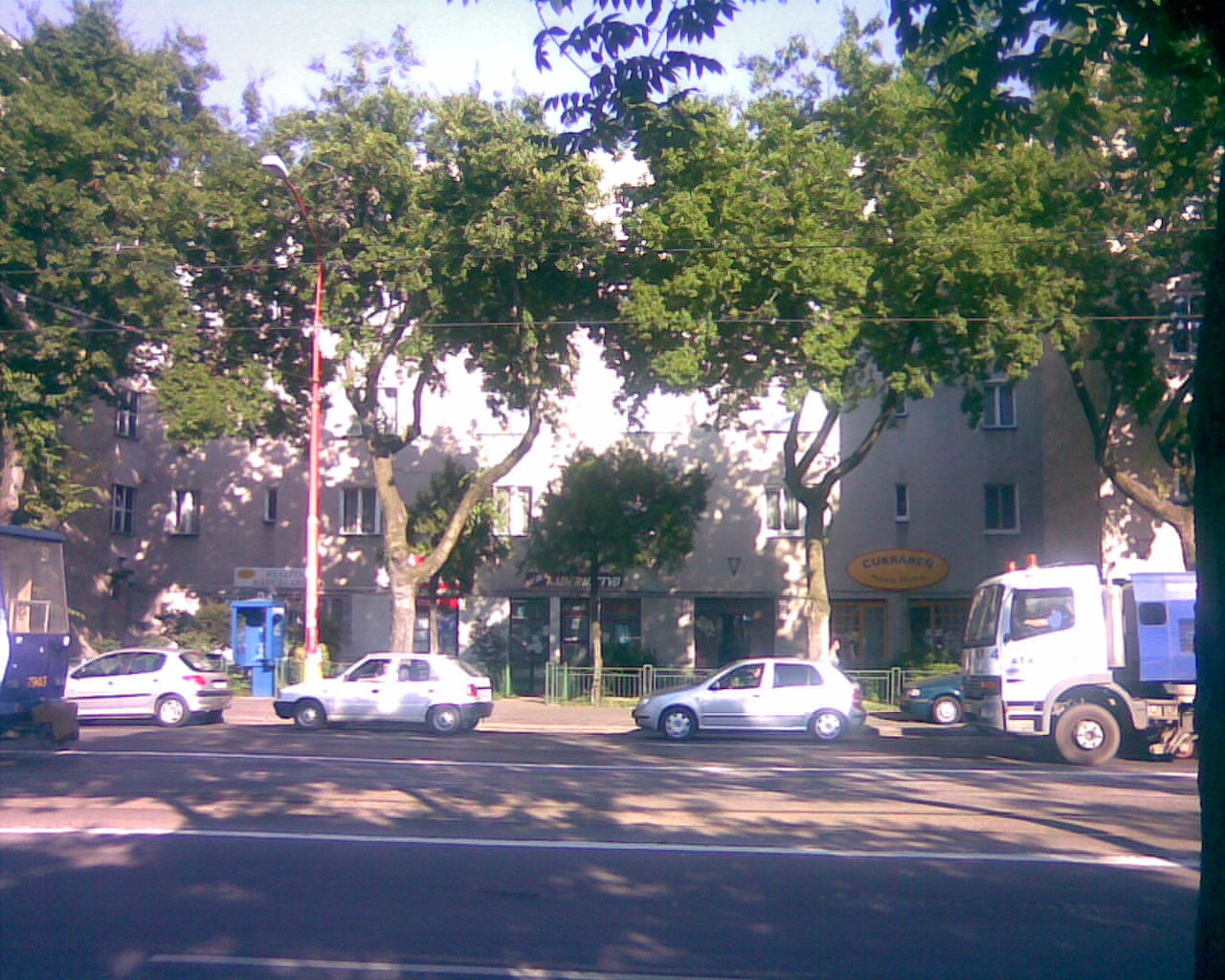
Нова доба

Нова доба (Новые времена) — жилой комплекс социального жилья, расположенного на улице Вайнорска в районе Нове-Место Братиславы, Словакия. Авторы: Фридрих Вайнвурм (1885—1942) и Игнац Вецсей.

## Замысел
Проект «Нова доба» задумывался, как жилой комплекс для частных служащих и рабочих в 1932 году, и является одной из важнейших попыток межвоенного времени разрешить жилищную проблему в обществе. В комплексе реализован новый взгляд на городские, технические и экономические проблемы создания социального жилья. Концепция социалистического жилья получила название «минимальное жильё» (najmenšieho bytu), (Карел Тейге, 1932).

## Дизайнерские решения
Основная концепция дизайна ориентирована на создание жилой среды на самом высоком уровне. Схема расположения обеспечивает минимальный контакт между индивидуальными домовладениями и создает хорошие условия для относительно изолированной, тихой жизни, в хорошо освещаемых солнцем и вентилируемых квартирах. Комнаты обладают дополнительной шумоизоляцией за счёт лестниц. Одна группа зданий состоит из 162 квартир пяти типов, которые группируются вокруг восьми подъездов. Есть небольшие квартиры, как правило, в одну комнату, есть больше, с нормальной спальней, двухкомнатные и более квартиры. Квартиры имеют высокий стандарт оборудования и набор некоторых коллективных услуг, таких как центральная прачечная и комната для сушки.

## Городское решение
Городские власти внесли дополнительные изменения в проект. По просьбе муниципального строительного управления индивидуальные блоки зданий преобразовали в полуоткрытую цепь. В результате этого здания выстроены единой грядой вдоль улицы Вайнорска, что обеспечивает тишину во внутреннем дворе комплекса.

## Архитектура и конструкция
Архитектура «Нова доба» выразилась в скромных фасадах и основана на контрасте между цельными и разделёнными блоками. Примечательно, что единая стальная конструкция при строительстве этого комплекса, в Словакии была применена впервые. План строительства изначально опирался на эффективность производительности и экономичность по предложению Вайнрума, в том числе эффективность искалась и в строительно-технических элементах. Главные моменты экономичности состояли как в унификации структуры, так и в стандартизации рабочих процессов строительства, скорости монтажа, уменьшения массы и объёма материалов. Стальная конструкция первого блока была сделана в течение трех месяцев, остальные строительные работы продолжались восемь месяцев. Первый блок был построен в 1933—1934, второй блок в 1935—1936 годы. В отличие от первого второй блок состоял из железобетонных конструкций, в те годы не слишком дешёвого материала. Общая концепция сохраняется с небольшими изменениями плана. Было улучшено техническое оснащение и освещение общих помещений. Только в 1937—1939 годы был проведен третий этап строительства с другой стороны площадки на нынешней улице Байкальской. Наиболее значительные изменения этого этапа является расширение двора, за счёт создания единой лестницы до улицы Вайнорска.

## Особенности проекта
Комплекс «Нова доба» характерен для идеи пуританского функционализма, продвигаемого Вайнвурмом. Важность «Нова доба» заключается в реализации архитектурных решений, а не в плане социальной значимости. Архитектура показывает смещение интереса от индивидуализма к коллективизму ещё в докоммунистический период. «Нова доба» была, своего рода, наиважнейшим моментом при рождении идеи о новом облике жилья рабочего человека, — пишет А. Horejš. Авторы хотели создать жильё для людей бедных, которые в противном случае не имели бы ничего или жили бы в более худших условиях.